# ماكسيميليان هيكر
ماكسيميليان هيكر (بالألمانية: Maximilian Hecker)‏ هو موسيقي ألماني، ولد في 26 يوليو 1977 في هايدنهايم في ألمانيا.

## وصلات خارجية
- الموقع الرسمي
- ماكسيميليان هيكر على موقع ميوزك برينز (الإنجليزية)
- ماكسيميليان هيكر على موقع ديسكوغز (الإنجليزية)